# 刘志汉 (1914年)
刘志汉（1914年5月—2004年9月21日），曾用名刘力群，男，云南易门人，中华人民共和国政治人物，曾任国务院副秘书长，中共中央调查部副部长，第四、六、七届全国政协委员。

## 生平
1935年11月在上海读蒙藏学院期间参加革命，1935年加入共青团。1936年11月加入中国共产党，被派往苏联学习军事技术。1938年春回到延安。解放战争时期任嫩江省委社会部副部长、黑龙江省公安处副处长等职。

## 家人
哥哥刘惠之（1907～1986.1.4）：1928年6月入党。任中共东京特支联合支部组长。北平大学女子文理学校、中国大学、云南大学等处任讲师、教授，负责北平“世界语联”工作。“皖南事变”后从云南疏散到缅甸创办《华商报》并任社长。1942年回国在重庆《新华日报》任编辑。1944年到延安中央党校学习，后任中央政策研究室党派组组长、支部书记。1947年赴东北从事滇军兵运工作，任东北民主同盟军第一军秘书长、东北大学第一副教育长。1948年国民党第六十军在长春起义后，任该军秘书长兼政治部属宣传部部长，随军南下。中华人民共和国成立后任最高人民检查署党组成员、副秘书长兼审判监督厅厅长，最高人民检察院交通运输专门检察院副检察长。1958年被划为右派下放黑龙江省，任黑龙江省图书馆副馆长达20年间。1982年4月离休。